# James B. McPherson

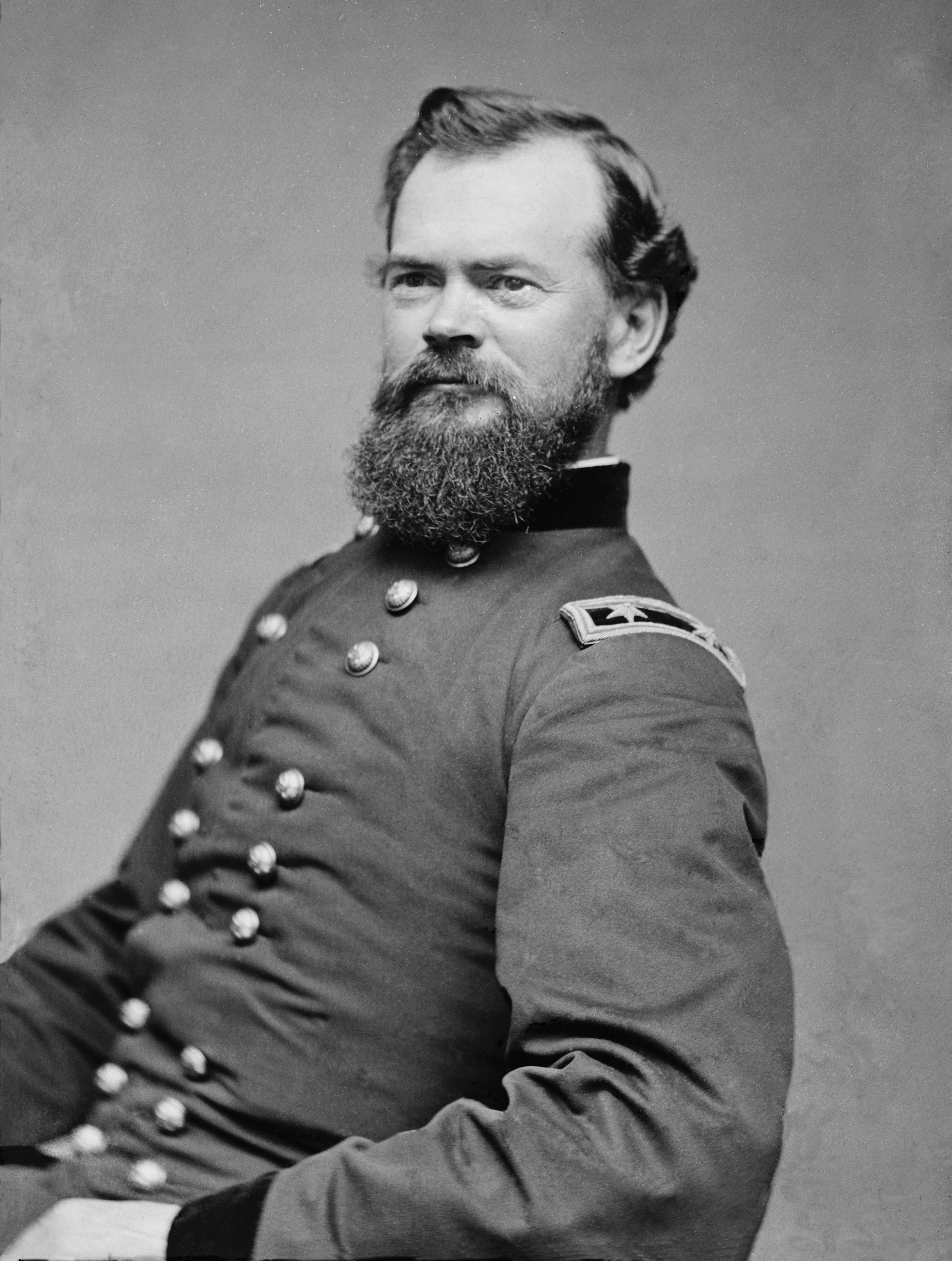
Nordstaatengeneral James Birdseye McPherson

James Birdseye McPherson (* 14. November 1828 bei Clyde, Ohio; † 22. Juli 1864 vor Atlanta, Georgia) war Offizier der United States Army und Generalmajor im Amerikanischen Bürgerkrieg.
Er wurde an der Militärakademie West Point militärisch ausgebildet und schloss 1853 als Bester seines Jahrgangs zusammen mit seinem späteren Kontrahenten John Bell Hood ab und begann eine Karriere bei den Pionieren des US-Heeres.
Bei Ausbruch des Amerikanischen Bürgerkriegs blieb er der Union treu und wurde dem Stab von General Henry Wager Halleck zugeteilt. Kurz darauf wurde er Kommandeur der Pioniere in der Armee von Grant und nahm an den wichtigen Schlachten von Fort Henry und Fort Donelson teil. McPherson stieg rasch zum Brigadegeneral und Generalmajor der Freiwilligen auf und übernahm im Herbst 1862 ein Korps in Grants Armee, mit dem er sich unter anderem während Grants erstem und zweitem Vicksburg-Feldzug auszeichnete.
1864, als Sherman seine Armeen für den Feldzug gegen Atlanta organisierte, übergab er dem von ihm und Grant hochgeschätzten McPherson die Tennessee-Armee.
Mit dieser Streitmacht hatte McPherson maßgeblichen Anteil an Shermans Erfolgen während des Feldzuges. Einer von McPhersons Gegnern dabei war der konföderierte General John Bell Hood, der zu seinen Kameraden aus West Point-Tagen gehört hatte.
Im Juli 1864, als die Nordstaatler bereits kurz vor ihrem Ziel standen, wurde McPherson in der Schlacht von Atlanta tödlich verwundet.
Nach ihm sind McPherson County in South Dakota, McPherson County in Kansas und McPherson County in Nebraska benannt.